# Wiley (músico)
Richard Kylea Cowie Jr. MBE (Londres, 19 de Janeiro de 1979), mais conhecido pelo nome arístico Wiley, e ainda pelo nome Wiley Kat usado no início da carreira, é um rapper, compositor, disc jockey (DJ) e produtor musical natural de Bow, Londres Oriental. Ele é considerado uma figura chave na criação do género musical grime e é mencionado como o "Padrinho do Grime". No início da década de 2000, o artista lançou uma série de instrumentais eskibeat altamente influenciais em formato de disco de vinil de marca branca, inclusive "Eskimo", e é hoje conhecido como um MC grime devido aos eu trabalho a solo e material divulgado com a equipa Roll Deep.
Wiley alcançou sucesso como membro do grupo de UK Garage Pay As U Go, com quem alcançou as quarenta melhores posições da tabela musical de canções do Reino Unido com o tema "Champagne Dance" em 2001. O artista continuou a lançar trabalhos de grime enquanto trabalhava também em singles de sucesso, tais como "Wearing My Rolex" e "Never Be Your Woman", que alcançaram as dez melhores posições da tabela de canções, e ainda "Heatwave", que alcançou o topo. Godfather (2017), o seu décimo primeiro álbum de estúdio, atingiu o seu pico no nono posto da tabela de álbuns, tornando-se o de maior sucesso da sua carreira e rendendo-lhe o prémio "Contribuição Excepcional à Música" pela revista britânica NME.
Considerado um pioneiro do cenário musical underground britânico com um portefólio prolífico e arte musical versátil com vários êxitos de crossover, ele foi nomeado um Membro da Ordem do Império Britânico na cerimónia do ano novo de 2018 pelos seus serviços à música.
O artista já foi esfaqueado por várias vezes. O incidente ocorrido em 2008 deixou-o com uma cicatriz visível no lado esquerdo da sua cara.

## Discografia
Álbuns de estúdio
- Treddin' on Thin Ice (2004)
- Da 2nd Phaze (2006)
- Playtime Is Over (2007)
- Grime Wave (2008)
- See Clear Now (2008)
- Race Against Time (2009)
- 100% Publishing (2011)
- Evolve or Be Extinct (2012)
- The Ascent (2013)
- Snakes & Ladders (2014)
- Godfather (2017)
- Godfather II (2018)
- The Godfather 3 (2020)
- Boasty Gang - The Album (2020)